# أندرو ماكجرو
أندرو ماكجرو هو سياسي أمريكي، ولد في 9 مارس 1938. نشط حزبياً في الحزب الديمقراطي. وقد انتخب عضو مجلس نواب بنسيلفانيا ‏.